# 取手市立戸頭中学校
取手市立戸頭中学校（とりでしりつ とがしらちゅうがっこう）は、茨城県取手市戸頭にある公立中学校。

## 沿⾰
- 1976年（昭和51年）4月 - 取手戸頭団地開発、完成により、取手市立永山中学校から分離し、取手市立戸頭中学校創立、⽣徒106名、職員13名、
- 1976年（昭和51年） - プール完成
- 1977年（昭和52年） - 体育館建設
- 1980年（昭和55年） - 武道館完成
- 1982年（昭和57年） - 校舎第3期⼯事完成
- 2005年（平成17年） - 創⽴30周年記念事業「創⽴30周年記念集会」・「教育相談室（桔梗サロン）設置」・「⼾頭中牡丹園作成」
- 2009年（平成21年） - 体育館耐震補強⼯事
- 2013年（平成25年） - 北棟耐震⼯事
- 2016年（平成28年） - 教室エアコン設置⼯事
- 2018年（平成30年） - 校舎⼤規模改修

## 校区
⼾頭⼀丁⽬〜九丁⽬、⼾頭の⼀部、⽶ノ井の⼀部

## 進学前の小学校
- 取手市立戸頭小学校 - 1976年（昭和51年）4月〜2015年（平成27年）3月まで取手市立戸頭西小学校が、 1978年（昭和53年）4月〜2015年（平成27年）3月まで、取手市立戸頭東小学校（共に現在の取手市立戸頭小学校）が、進学前の小学校だった。

## 学校行事
- 4月 春休み·1学期始業式・入学式·創立記念日
- 5月
- 6月
- 7月夏休み(下旬)
- 8月夏休み(全日)
- 9月体育祭
- 10月 1学期終業式・2学期始業式·文化祭
- 11月
- 12月冬休み(下旬)
- 1月冬休み(上旬)
- 2月
- 3月 卒業式·2学期修了式·春休み·離任式

## 部活動

### 運動部
- バレーボール部
- 男女バスケボール部
- 男女テニス部
- 野球部(2022年(令和4年)度をもって、廃部)
- サッカー部
- 男女卓球部
- 剣道部

### 文化部
- 吹奏楽部
- 美術部